# Järna (Dalarna)
Järna lub Dala-Järna – szwedzka miejscowość w środkowej części regionu Dalarna, w gminie Vansbro. Leży w połowie drogi między podnóżem Gór Skandynawskich, a brzegiem Bałtyku. Według spisu ludności miejscowość ta zamieszkiwana jest przez 1413 osób.
Działa tu wielosekcyjny klub sportowy Dala-Järna IK. Urodzili się tu między innymi dwuboista klasyczny Sven Israelsson oraz biegacz narciarski Mats Larsson.

## Galeria

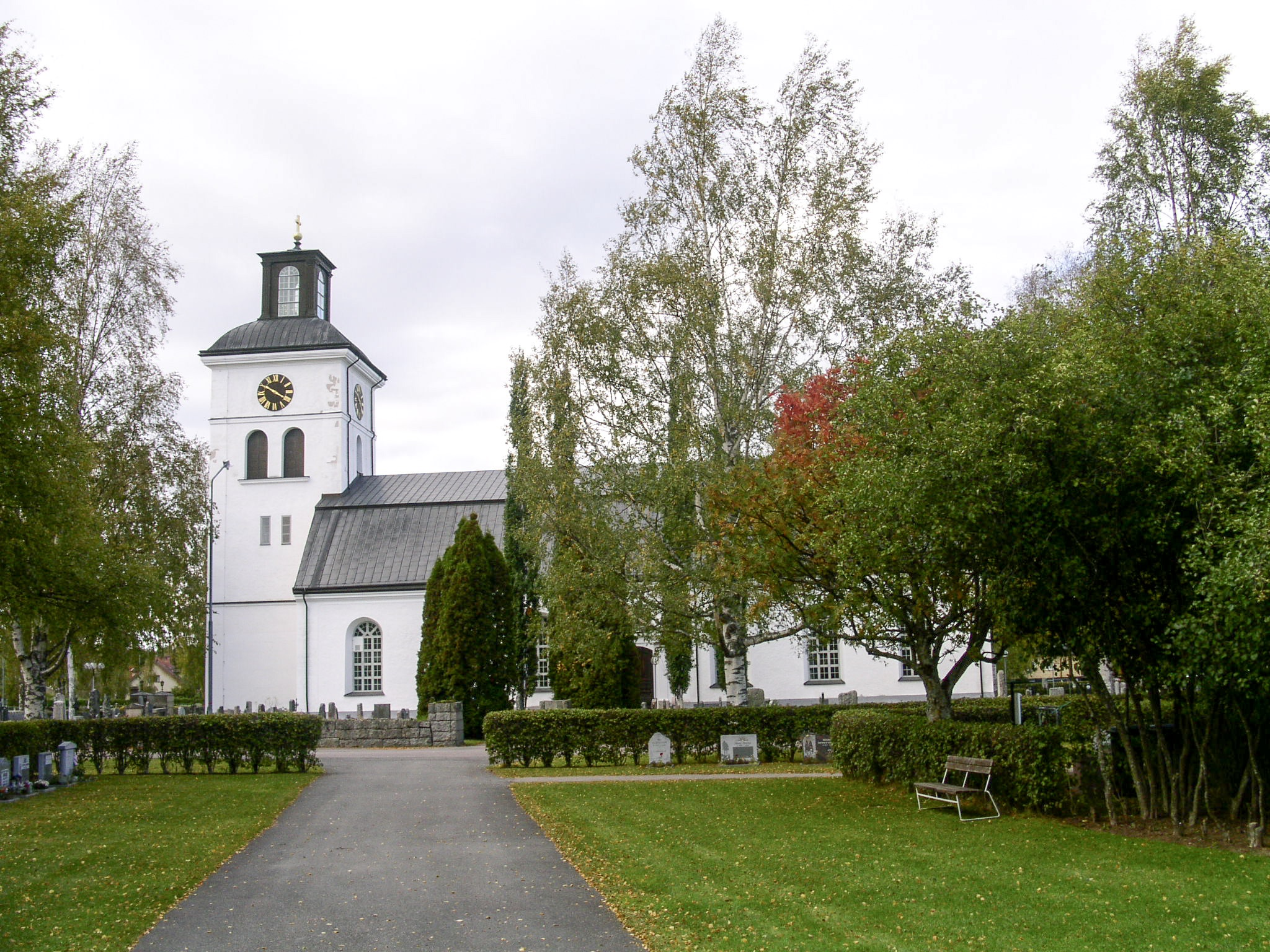
Kościół w Järna